# Wahlqvistska Klädesfabriken
Wahlqvistska Klädesfabriken var en svensk textilindustri som anlades i Växjö år 1824, flyttades till Karlskrona år 1874 och till Svängsta i Asarums församling utanför Karlshamn 1911. Företaget gick i konkurs 1954.

## Historia
| ” | Kongl. Majst. och Rikets Commerce Collegii Resolution på den af Färgaren Johan Wahlqvist gjorda ansökan om tillstånd att i Wexiö anlägga och driva Klädes Fabrik med dertill hörande Öfver Skereri, gifven i Stockholm den 8 December 1824. Kongl. Collegium har förehaft denna ansökan och funnit skäligt bifalla, det sökanden må i Wäxiö anlägga ........ På dragande kall och Embetets Vägnar: P.af Klintberg. B.G.Quiding. W.Herthman. John Ad.Leijonmark. A.W.Brandel. A.E.Bergius. A.P.v.Sydow. J.H.v.Sydow. | „ |

### Tiden iVäxjö1824–1874

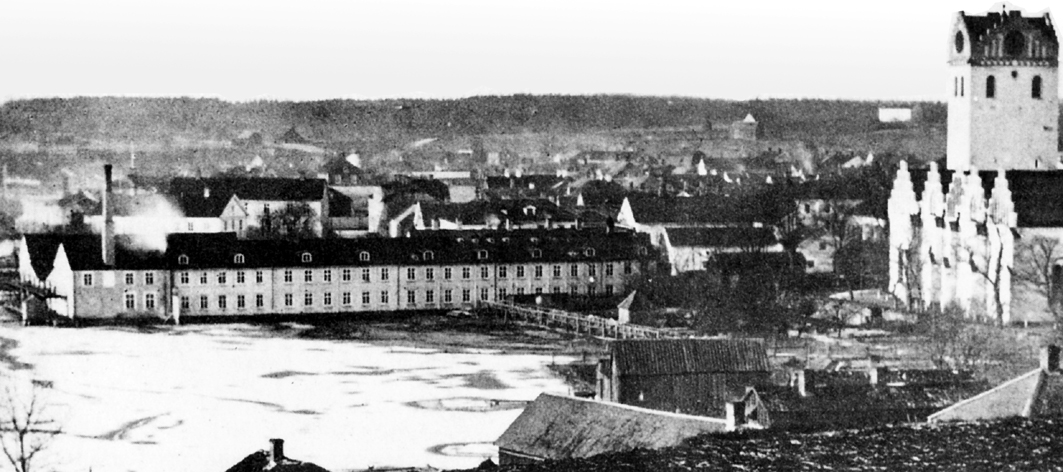
Wahlqvistska Klädesfabriken år 1865.

Wahlqvistska Klädesfabriken startade som ett litet färgeri i Växjö och 1824 gav Kommerskollegium tillstånd att där driva en fabrik för tillverkning och tillskärning av kläde. Det blev Växjös första fabriksrörelse, som snart utvecklades till att i mitten av 1800-talet ha 130 anställda med en årlig produktion av tyger och filtar till ett värde av över 100.000 Rdr. 
Vävstolarnas antal ökades snart till över fyrtio stycken, varav en tredjedel drevs med ångkraft. Det var en utveckling som var fullt jämförbar med vad som hände med klädesindustrin i Norrköping. Arbetstiden minskade från tretton till tio timmar om dagen och vävarna fick ackordslöner som gjorde att de tillhörde gräddan bland stadens hantverkare. Omsättningen ökade till över 350.000 kronor (ca. 10 miljoner i 2015 års penningvärde). Under det Amerikanska inbördeskriget 1861-65 då bomullsimporten till Sverige upphörde var konjunkturen för yllevaror så god att omsättningen gick upp till nästan det dubbla. Detsamma hände under den högkonjunktur som följde år 1871, då fransk-tyska kriget tog slut.

### Tiden iKarlskrona1874–1911

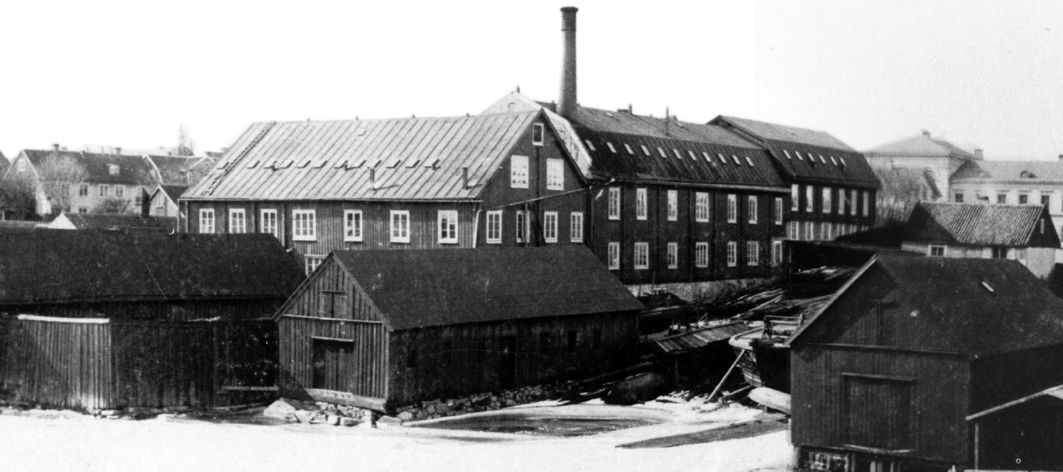
Wahlqvistska Klädesfabriken år 1890.

Wahlqvistska Klädesfabrikens största kund var flottstationen i Karlskrona och fabriksledningen lyckades övertala Karlskrona stad att delfinansiera en järnvägslinje till Karlskrona. Men denna järnväg kom att besegla fabrikens öde i Växjö. Vid en stark västlig vind några månader efter invigningen 1874 antändes fabriksbyggnaden av gnistorna från ett lok. Större delen av fabriken brann ner till grunden. I stället för att återuppbygga fabriken i Växjö inköptes Carlskrona Yllefabrik, som tidigare hade gått i konkurs. Hela produktionen förlades till Karlskrona. Det blev en mycket modern anläggning med nya mekaniska vävstolar och gasbelysning. Omsättningen kom snart upp i till över 800.000 kronor (ca. 30 miljoner i 2015 års penningvärde) och omfattade olika klädestyger, filtar, plysch, moquette och trikåvaror. Kapaciteten utökades med ny ångmaskin på 300 hk och med elektriskt ljus, vilket man var först med i hela Karlskrona. År 1906 utökades verksamheten med inköpet av Mariebergs Yllefabrik, som låg vid Mörrumsån strax norr om Karlshamn.

### Tiden iKarlshamn1911–1954

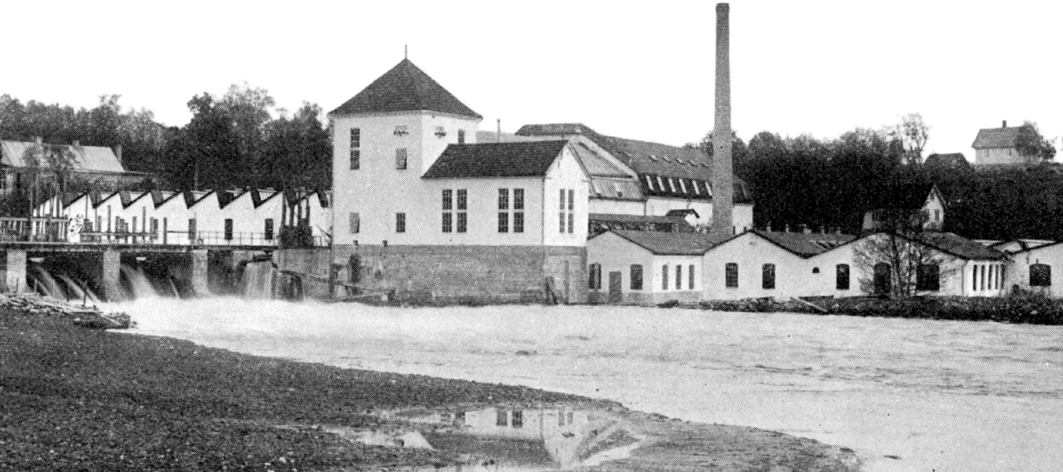
Wahlqvistska Klädesfabriken år 1924.

År 1911 drabbades Wahlqvistska Klädesfabriken åter av en brand och hela anläggningen i Karlskrona utplånades. I stället för att återuppbygga fabriken i Karlskrona flyttades nu hela verksamheten till anläggningen i Karlshamn. Där fanns möjlighet att föryngra den gamla klädesfabriken och låta den uppstå i modern form med god tillgång till vatten och elektrisk kraft. I fastigheten ingick ett vattenfall, vilket byggdes ut till en modern kraftstation där 1 300 hkr kunde utvinnas. Utom armén och marinen köpte posten, telegrafen, järnvägen och andra statliga inrättningar kläde och filtar från Wahlqvistska Klädesfabriken. Efter Första världskrigets slut minskade leveranserna till försvaret avsevärt, men vid hundraårsjubileet 1924 hade omsättningen ändå fördubblats jämfört med när kriget startade. Den låg då på över 2 miljoner (ca. 50 miljoner i 2015 års penningvärde).
Under 1920- och 1930-talen moderniserades fabriken ytterligare och byggdes till. Produktionen inriktades då även på mattor, plysch- och sammetsvävnader. 1928 levererades mattor till Stockholms slott och namnet Riks-salsmattan lanserades. En tid hade företaget klädaffär vid Drottninggatan 84 i Karlshamn. Under Andra världskriget upplevde fabriken ännu en storhetstid med omfattande leveranser till försvaret och cirka 150 anställda. Mot slutet av årtiondet börjar det emellertid gå dåligt och 1954 tvingades familjen Swartling att sätta företaget i konkurs. 120 anställda blev utan arbete. Textilproduktionen i de befintliga lokalerna fortsattes sedan av Svängsta Mattväveri AB.

## Verkställande direktörer
Wahlqvistska Klädesfabriken har letts av följande fabrikörer:
- 1824–1856 Johan Wahlqvist
- 1856–1886 Johannes Svahn
- 1886–1914 Carl Svahn
- 1914–1914 Aron Svahn
- 1915–1949 Nils Swartling
- 1949–1954 Magnus Swartling